# クリスティン・スコット・トーマス
デイム・クリスティン・スコット・トーマス（Dame Kristin Scott Thomas, DBE, 1960年5月24日 - ）は、イギリスの女優。

## 来歴
イングランド、コーンウォール州出身。実父も継父も飛行機のパイロットで、どちらも事故死している。ドーセットで過ごし、19歳でフランスに移った。女優のセレナ・スコット・トーマスは妹。
映画初出演となった『プリンス/アンダー・ザ・チェリームーン』でいきなりラジー賞の最低助演女優賞にノミネートされてしまうなど、キャリアの初期では苦労が多かったが、その後、1994年公開の『フォー・ウェディング』で英国アカデミー賞助演女優賞を受賞。1996年公開の『イングリッシュ・ペイシェント』でアカデミー賞主演女優賞の候補となった。
ロンドンのセントラル・スクール・オブ・スピーチ&ドラマ及びパリの国立舞台芸術技術学院で学び、フランス語が堪能なため、自分が出演した作品のフランス語版を自ら吹き替えることもある。
2008年、アントン・チェーホフの『かもめ』でローレンス・オリヴィエ賞を受賞した。
2010年、第63回カンヌ国際映画祭のオープニングセレモニーの司会を務めることが決定した。
2014年2月、「今後、映画に出演することはない」と発表した。年齢を重ねるにしたがって、与えられる役の幅が狭まってきたことが主な理由である。しかし、現在でも尚女優として活動している。

## 私生活
フランス人医師と結婚し、三児をもうけたが18年の結婚生活ののち離婚した。
シャーロット・ランプリング、ジェラール・ドパルデュー、ジェーン・バーキンや『イングリッシュ・ペイシェント』で共演したジュリエット・ビノシュ、レイフ・ファインズとも親しい間柄である。
2003年にはOBE（大英帝国勲章第4位）、2015年にはDBE(大英帝国勲章第2位)に叙され、Dame(ディム)の称号を持つ他、2005年にレジオン・ドヌール勲章シュヴァリエを受章している。

## 主な出演作品
| 公開年 | 邦題 原題                                                            | 役名                                 | 備考                            |
| ------ | -------------------------------------------------------------------- | ------------------------------------ | ------------------------------- |
| 1984   | ミストラルの娘 Mistral's Daughter                                    | ナンシー                             | テレビ・ミニシリーズ            |
| 1985   | プリンス/アンダー・ザ・チェリー・ムーン Prince under the Cherry Moon | メアリー・シャロン                   |                                 |
| 1988   | ハンドフル・オブ・ダスト A Handful of Dust                           | ブレンダ・ラスト                     |                                 |
| 1988   | 第十の男 The Tenth Man                                               | テレサ                               | テレビ映画                      |
| 1990   | スパイメーカー The Secret Life of Ian Fleming                        | レダ                                 | テレビ映画                      |
| 1990   | 仕組まれた男 Leda St Gabriel                                         | ケイト                               | テレビ映画                      |
| 1991   | 愛を止めないで Aux yeux du monde                                     | 教師                                 |                                 |
| 1992   | いまは涙を忘れて Weep No More, My Lady                               | エリザベス                           | テレビ映画                      |
| 1992   | 赤い航路 Bitter Moon                                                 | フィオナ                             |                                 |
| 1994   | フォー・ウェディング Four Weddings and a Funeral                     | フィオナ                             | 英国アカデミー賞助演女優賞 受賞 |
| 1995   | リチャード三世 Richard III                                           | レディ・アン                         |                                 |
| 1995   | エンジェル&インセクト/背徳の館 Angels and Insects                    | マティ                               |                                 |
| 1996   | ガリバー/小人の国・大人の国 Gulliver's Travels                       | 門衛                                 | テレビ映画                      |
| 1996   | ミッション:インポッシブル Mission: Impossible                        | サラ・デイヴィス                     |                                 |
| 1996   | イングリッシュ・ペイシェント The English Patient                     | キャサリン                           | アカデミー主演女優賞 ノミネート |
| 1998   | モンタナの風に抱かれて The Horse Whisperer                           | アニー・マクレーン                   |                                 |
| 1999   | ランダム・ハーツ Random Hearts                                       | ケイ・チャンドラー                   |                                 |
| 2000   | 真夜中の銃声 Up at the Villa                                         | メアリー・パントン                   |                                 |
| 2001   | 海辺の家 Life as a House                                             | ロビン・キンボール                   |                                 |
| 2001   | ゴスフォード・パーク Gosford Park                                    | シルヴィア・マッコードル夫人         |                                 |
| 2004   | ルパン Arsène Lupin                                                  | ジョセフィーヌ＝カリオストロ伯爵夫人 |                                 |
| 2005   | キーピング・ママ Keepig Mum                                          | グロリア・グッドフェロー             |                                 |
| 2006   | 唇を閉ざせ Ne le dis à personne                                      | ヘレン・パーキンス                   |                                 |
| 2007   | ライラの冒険 黄金の羅針盤 The Golden Compass                         | ステルマリア                         | 声の出演                        |
| 2008   | ずっとあなたを愛してる Il y a longtemps que je t'aime                | ジュリエット・フォンテイン           | ヨーロッパ映画賞女優賞 受賞     |
| 2008   | ブーリン家の姉妹 The Other Boleyn Girl                               | エリザベス・ブーリン                 |                                 |
| 2008   | ラルゴ・ウィンチ Largo Winch                                         | アン・ファーガソン                   |                                 |
| 2009   | お買いもの中毒な私! Confessions of a Shopaholic                      | アレット・ネイラー                   |                                 |
| 2009   | 熟れた本能 Partir                                                    | スザンヌ                             |                                 |
| 2009   | ノーウェアボーイ ひとりぼっちのあいつ Nowhere Boy                    | ミミ・スミス                         |                                 |
| 2010   | ラブ・クライム 偽りの愛に溺れて Crime d'amour                        | クリスティン                         |                                 |
| 2010   | サラの鍵 Elle s'appelait Sarah                                       | ジュリア・ジャーモンド               |                                 |
| 2011   | 砂漠でサーモン・フィッシング Salmon Fishing in the Yemen             | パトリシア・マクスウェル             |                                 |
| 2011   | イリュージョン La femme du Vème                                      | Margit                               |                                 |
| 2012   | ベラミ 愛を弄ぶ男 Bel Ami                                            | ヴィルジニー・ルセ                   |                                 |
| 2012   | 危険なプロット Dans la maison                                        | ジャンヌ・ジェルマン                 |                                 |
| 2013   | オンリー・ゴッド Only God Forgives                                   | クリスタル                           |                                 |
| 2014   | パリ3区の遺産相続人 My Old Lady                                      | クロエ・ジラール                     |                                 |
| 2015   | フランス組曲 Suite Française                                         | アンジェリエ夫人                     | 日本公開は2016年1月             |
| 2017   | ウィンストン・チャーチル/ヒトラーから世界を救った男 Darkest Hour     | クレメンティーン・チャーチル         | [ 7 ]                           |
| 2017   | サリー・ポッターのパーティー The Party                               | ジャネット                           |                                 |
| 2018   | トゥームレイダー ファースト・ミッション Tomb Raider                  | アナ・ミラー                         |                                 |
| 2018   | パリに見出されたピアニスト Au bout des doigts                        | 女伯爵                               |                                 |
| 2020   | レベッカ Rebecca                                                     | ダンヴァース夫人                     |                                 |
| 2022-  | 窓際のスパイ Slow Horses                                             | ダイアナ                             | テレビシリーズ                  |

## 参照
1. ↑  Kristin Scott Thomas Biography (1960–)
2. ↑  “Kristin Scott Thomas learning to be herself”. The New Zealand Herald. The Observer. (2008年3月7日) 2011年10月13日閲覧。
3. ↑  thePeerage.com :: View topic – Scott Thomas family update
4. ↑  Anstead, Mark (2007年6月10日). “On the move Kristin Scott Thomas”. The Times (London) 2010年5月7日閲覧。
5. ↑  “Kristin Scott Thomas Quits Film”. 2014年2月4日閲覧。
6. ↑  “ミシェル・ウィリアムズ主演作予告編、フランス人女性とドイツ人将校の許されぬ愛”.   映画ナタリー (2015年11月10日). 2015年11月10日閲覧。
7. ↑  “ゲイリー・オールドマン主演のチャーチル伝記映画、2017年秋に全米公開”. 映画.com. (2016年9月13日) 2016年9月13日閲覧。